# 에밀 바야르
에밀앙투안 바야르(프랑스어: Emile-Antoine Bayard, 1837년 11월 2일~1891년 12월 6일)는 센에마른의 라페르테수주아르 출신의 프랑스의 삽화가이다. 레옹 코니에의 학생이었던 그는 빅토르 위고의 1862년 소설 《레 미제라블》의 삽화를 그린 것으로 유명하다.

## 경력
바야르는 1853년부터 5년간 레옹 코니에의 제자로 일하면서 15살의 나이에 처음으로 만화를 출간했으며, 종종 아벨 드 미레이(Abel De Miray)라는 가명을 사용하기도 했다.
1857년에서 1864년 사이에 바야르는 목탄화, 회화, 수채화, 목판화, 조각화, 석판화 등의 작업을 이어갔다. 1864년부터는 주로 잡지에 그림을 그리기 시작했고, 1870~71년의 보불전쟁 등의 시사점을 그림으로 표현했다.
19세기 말, 다큐멘터리 드로잉을 대체하며 사진에 대한 관심이 커지면서, 바야르는 빅토르 위고의 《레 미제라블》, 해리엇 비처 스토의 《톰 아저씨의 오두막》, 알퐁스 도데의 《L'Immortel》, 대니얼 디포의 《로빈슨 크루소》, 쥘 베른의 《지구에서 달까지》 등 저명한 소설들을 그림으로 그리기 시작했다. 《레 미제라블》 속 코제트를 그린 그의 그림은 캐머런 매킨토시 뮤지컬의 로고로 각색되었다.

## 우주 예술
1865년 이전에도 우주 비행과 외계 세계를 묘사한 예술 작품이 있었지만, 그 작품들은 과학 보다는 신비주의에 기반을 두고 있었다. 쥘 베른의 《지구에서 달까지》에 수반된 바야르의 예술 작품은 과학적 성격을 지닌 최초의 우주 예술 작품 중 하나로 여겨진다.

## 작품

에밀 바야르의 작품
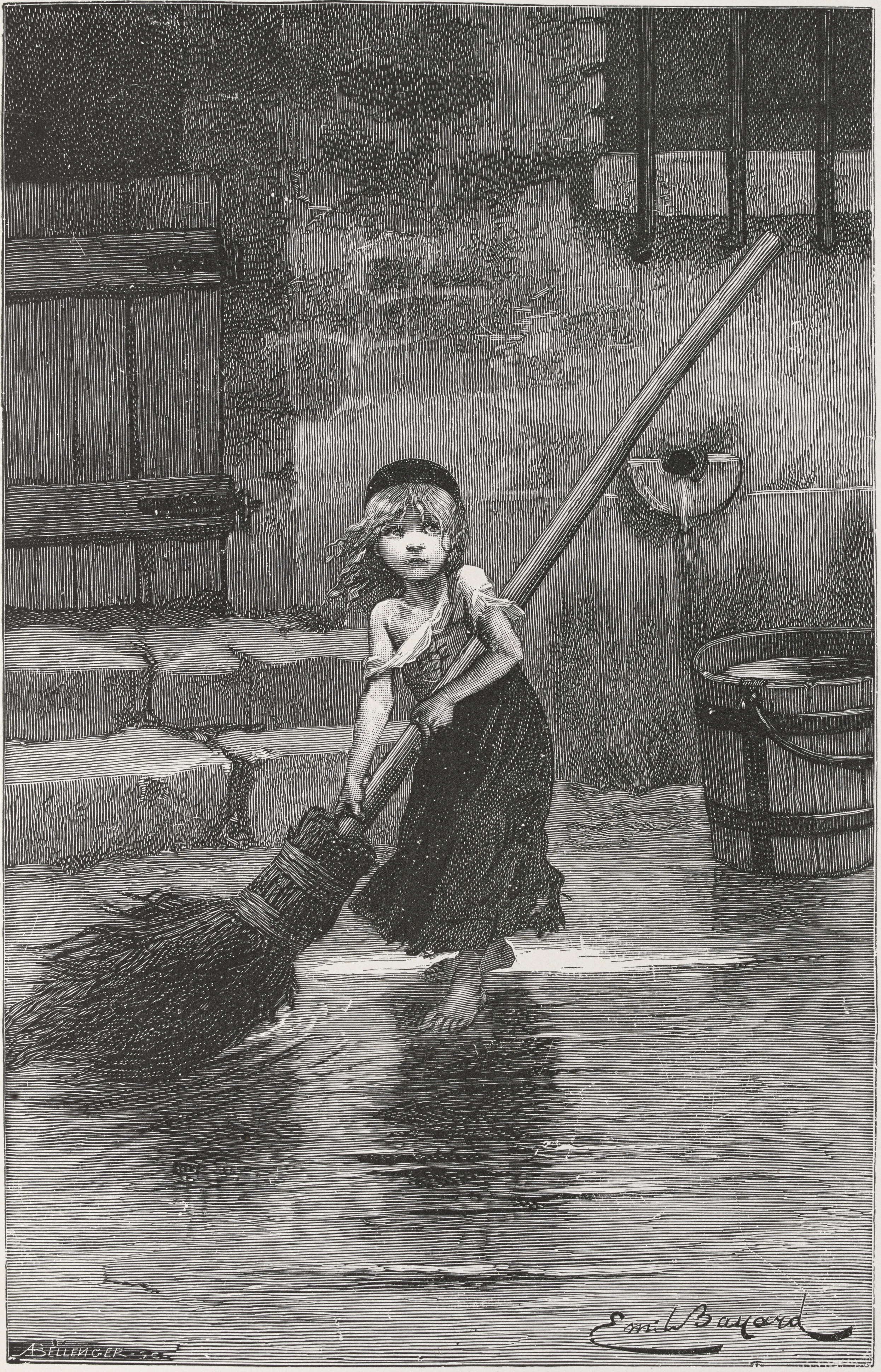
빅토르 위고의 《레 미제라블》 속 코제트 삽화. 이 삽화는 현재 뮤지컬 《레 미제라블》의 메인 포스터로도 쓰인다.
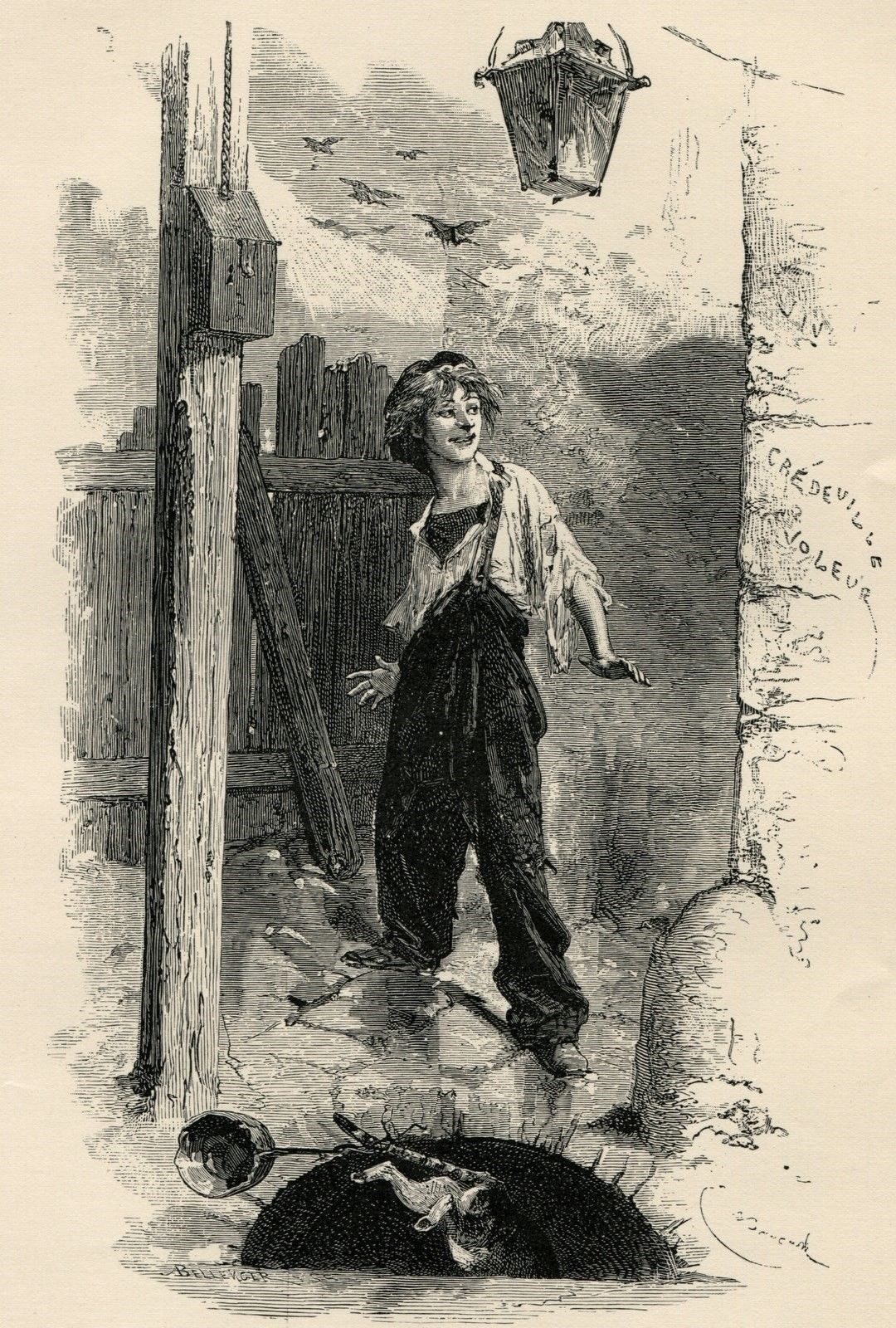
빅토르 위고의 《레 미제라블》 속 가브로슈 삽화
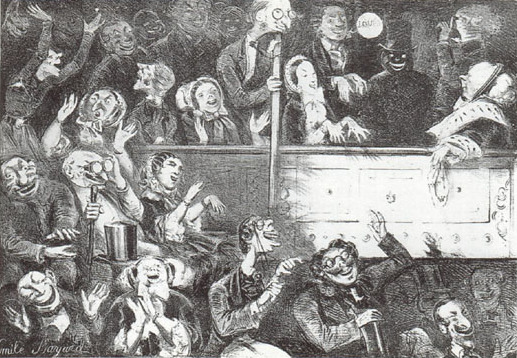
자크 오펜바흐의 오페레타 탄생지인 테아트르 데 부프 파리지엥의 관객들. 1860년경에 그린 캐리커처. 가운데 위쪽 안경을 쓴 인물이 오펜바흐이다.
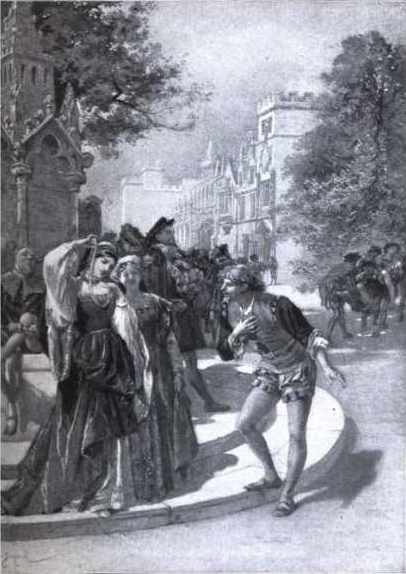
윌리엄 셰익스피어의 《당신 뜻대로》 속 삽화
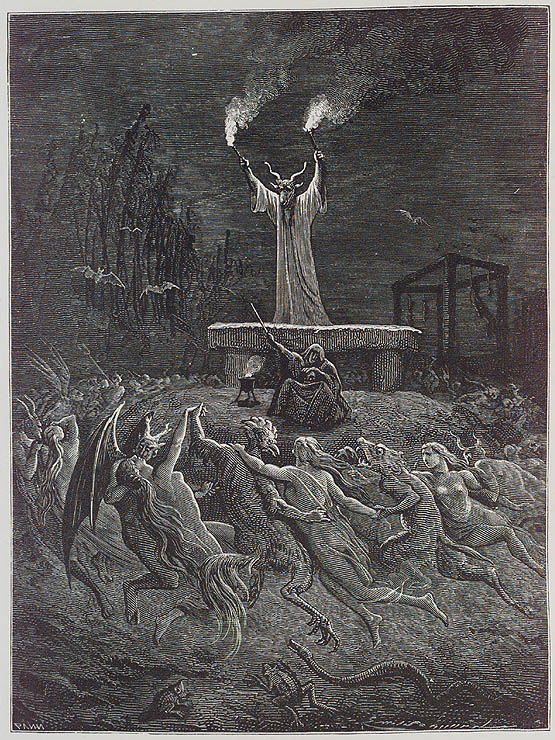
장바티스트 피투아의 《마법의 역사》 속 마녀들의 안식일  춤 장면 삽화
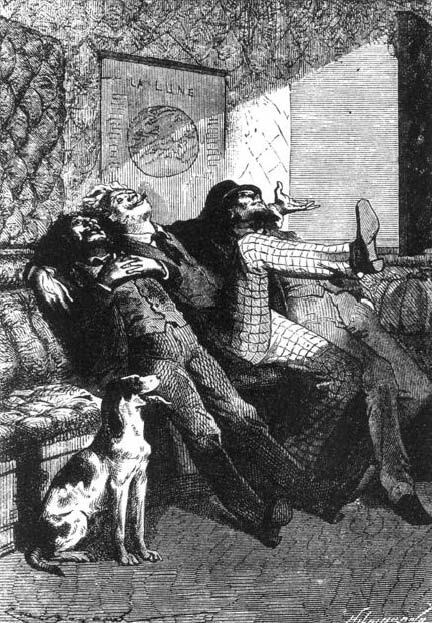
1872년 9월 16일, 에밀 바야르와 알퐁스 드 뇌빌이 그린 쥘 베른의 소설 《달나라 탐험》 삽화
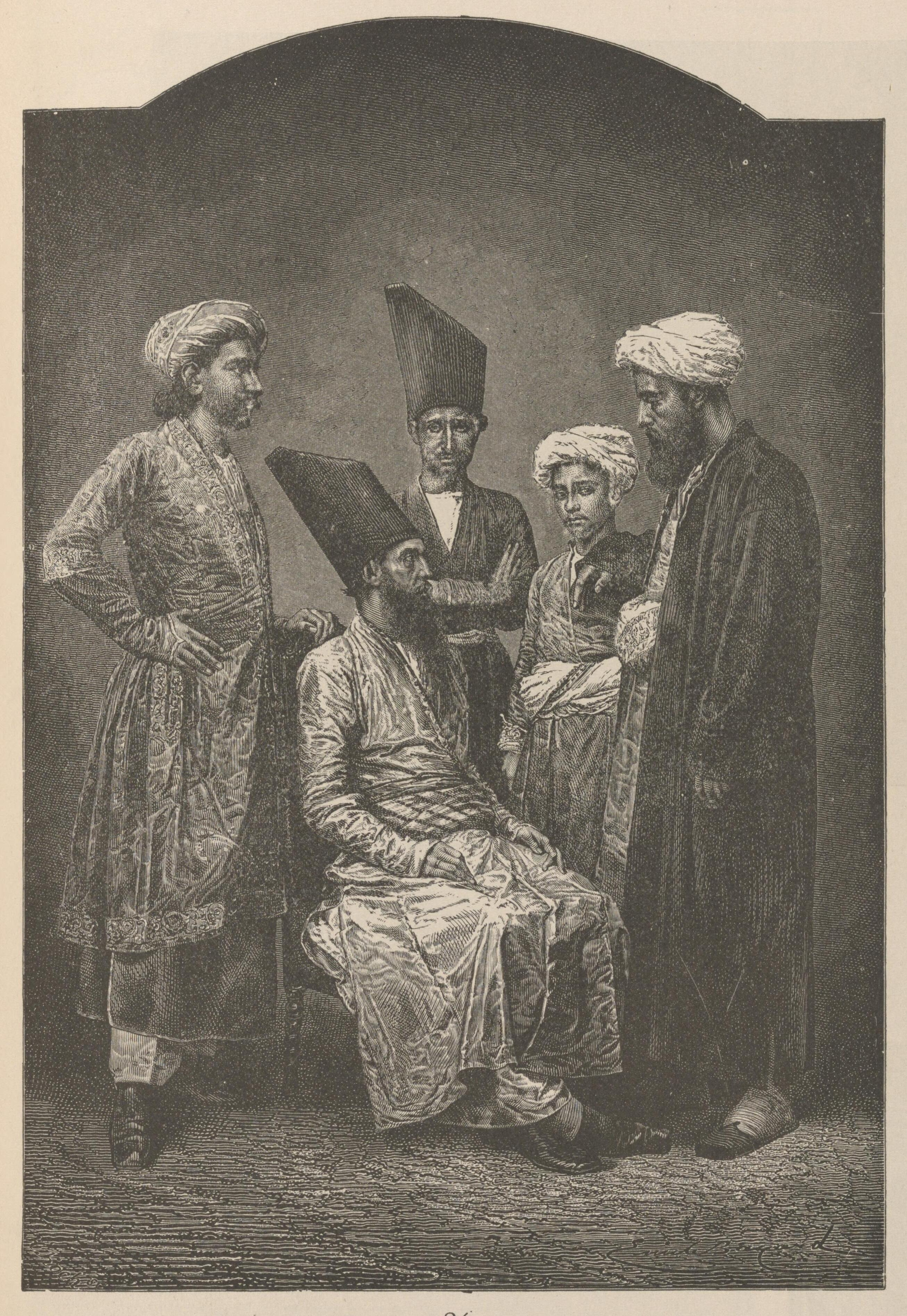
봄베이의 페르시아인들, 1873년
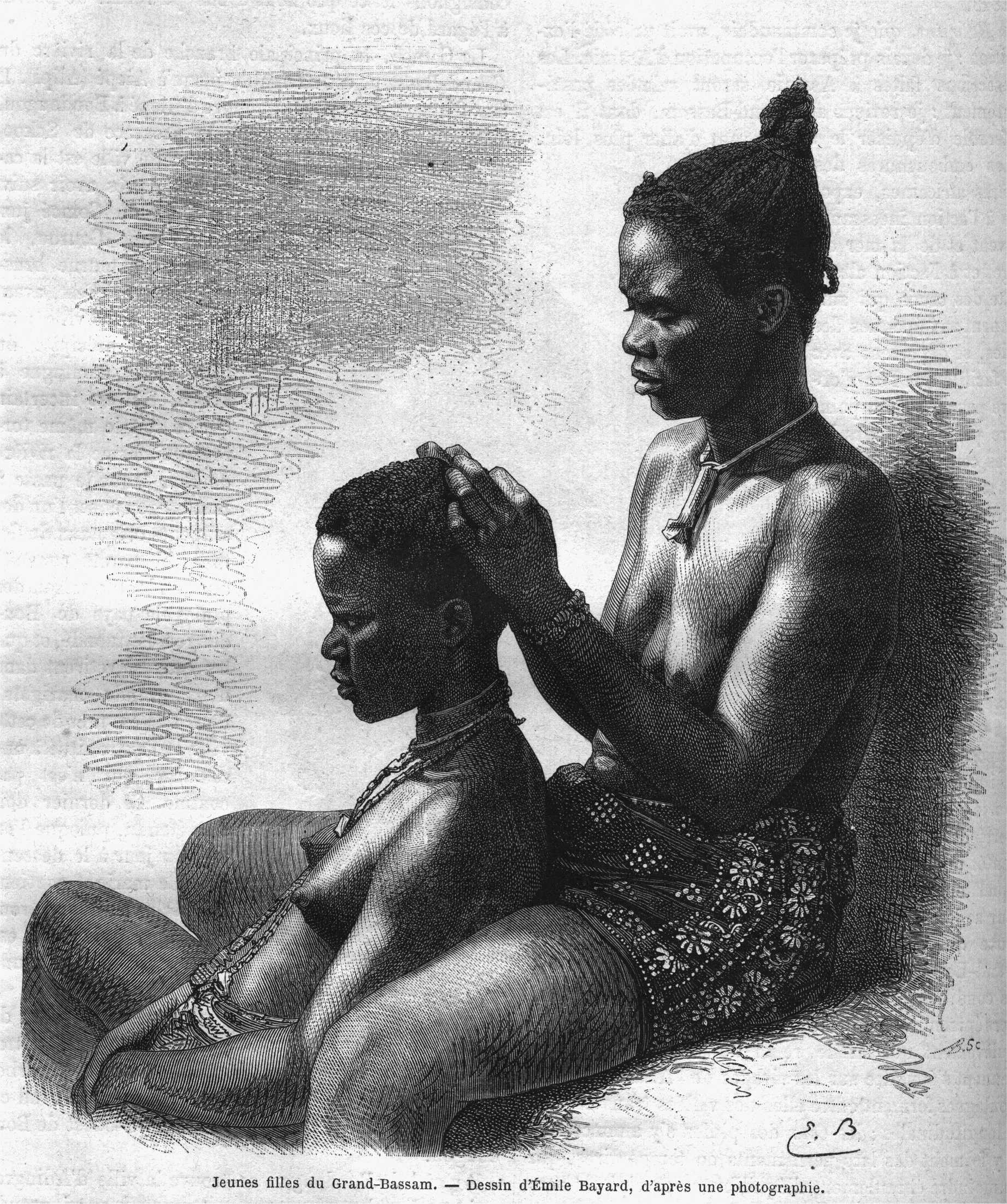
에밀 바야르가 사진으로 그린 그랑바상 출신의 어린 소녀들, 1869년
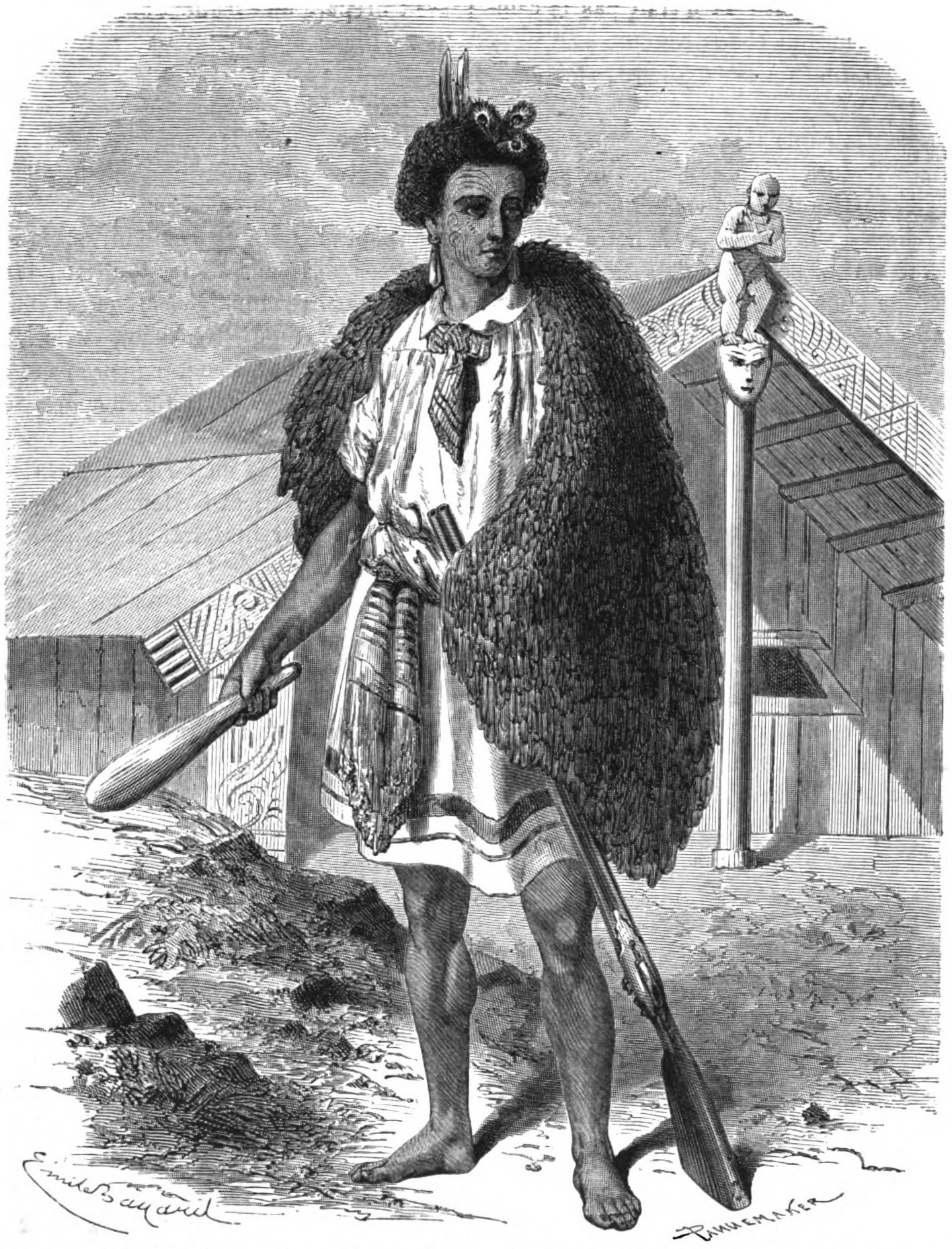
마오리족의 군주 타피아오(Tāwhiao)의 젊은 시절 삽화(당시 마투타에라로 알려짐)
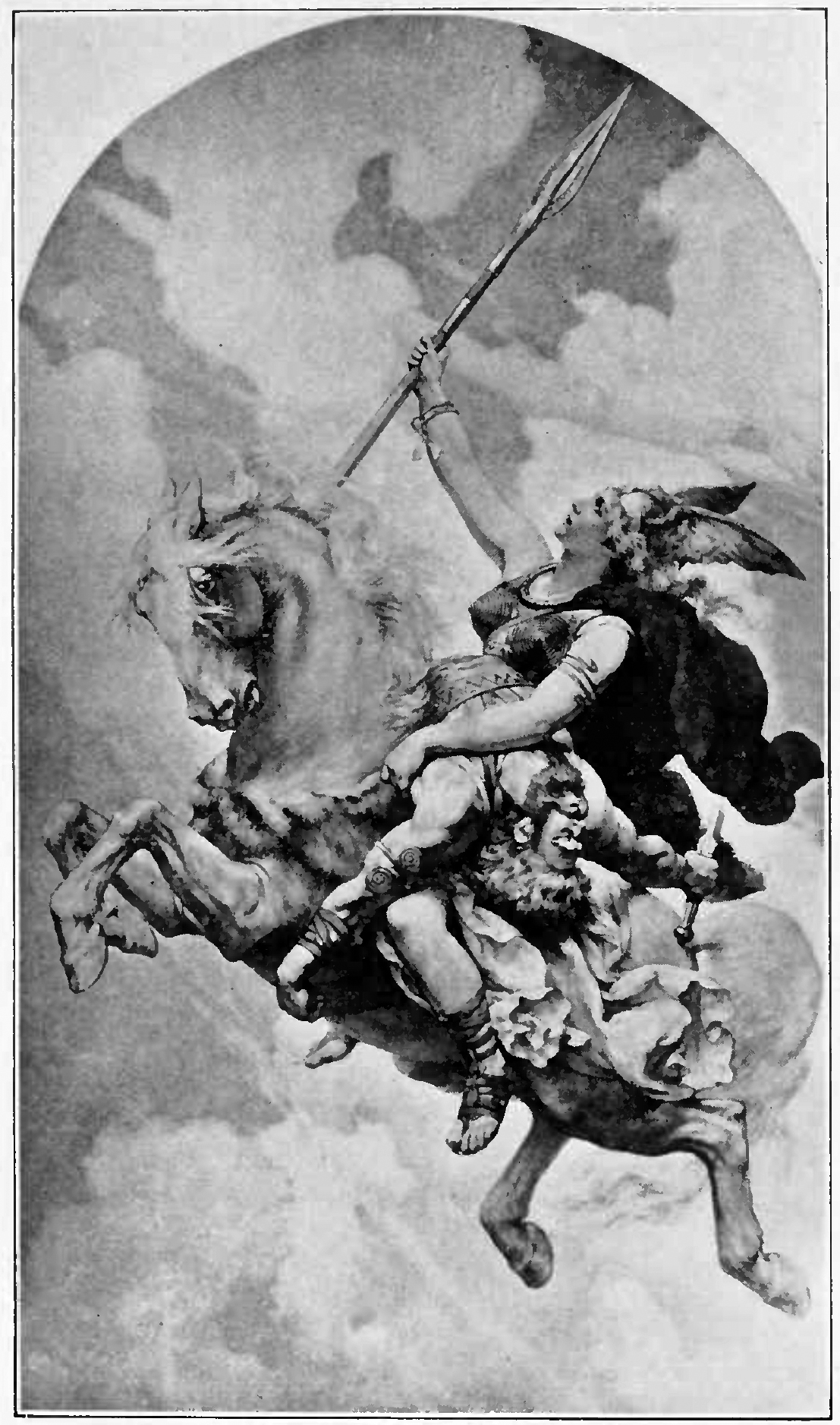
발키리